# Historia de la Unión Soviética (1964–1982)
La historia de la Unión Soviética de 1964 a 1982, conocida como la Era Brézhnev, abarca el período del gobierno de Leonid Brézhnev de la Unión de Repúblicas Socialistas Soviéticas (URSS). Este período empezó con un gran crecimiento económico y una prosperidad en alza; sin embargo, terminó con una Unión Soviética mucho más débil con un estancamiento social, político y económico. El ingreso anual promedio se estancó debido a que las reformas económicas necesarias nunca se llevaron a cabo por completo.
Nikita Jrushchov fue destituido como secretario general del Comité Central del Partido Comunista de la Unión Soviética (PCUS), así como del cargo de presidente del Consejo de Ministros de la Unión Soviética, el 14 de octubre de 1964 debido al fracaso de sus reformas y a su desprecio por las instituciones del gobierno y del Partido. Brézhnev remplazó a Jrushchov como secretario general y Alekséi Kosygin lo remplazó como presidente del Consejo de Ministros. Anastás Mikoyán, y luego Nikolái Podgorni, se convirtieron en presidentes del Presidium del Sóviet Supremo. Junto con Andréi Kirilenko como secretario organizacional y Mijaíl Súslov como jefe ideólogo, conformaron una dirigencia colectiva fortalecida que contrastó en forma con la autocracia que caracterizó el gobierno de Jrushchov.
El liderazgo colectivo fue establecido, en primer lugar, para estabilizar a la URSS y calmar a la sociedad soviética, una tarea que pudieron lograr. Además, intentaron acelerar el crecimiento económico que se había reducido considerablemente durante los últimos años de Jrushchov como líder. En 1965, Kosygin inició varias reformas para descentralizar la economía soviética. Luego de un éxito inicial en la creación de crecimiento económico, la línea dura al interior del Partido detuvo las reformas, por temor a que podrían debilitar el prestigio y poder del Partido. No se emprendieron más reformas económicas radicales durante la era de Brézhnev y el crecimiento económico comenzó a estancarse entre inicios y mediados de los años 1970. A la muerte de Brézhnev en 1982, el crecimiento de la economía soviética había llegado cerca a un punto muerto, según varios historiadores. 
La política de estabilización que había traído la destitución de Jrushchov estableció una gerontocracia gobernante, donde la corrupción política se convirtió en un fenómeno normal. No obstante, Brézhnev nunca inició campañas anticorrupción a gran escala. Debido a las crecientes fuerzas armadas acumuladas en los años 1960, la Unión Soviética pudo consolidarse como una superpotencia durante este período. La Era Brézhnev terminó con la muerte de este el 10 de noviembre de 1982.

## Política

### Dirigencia colectiva

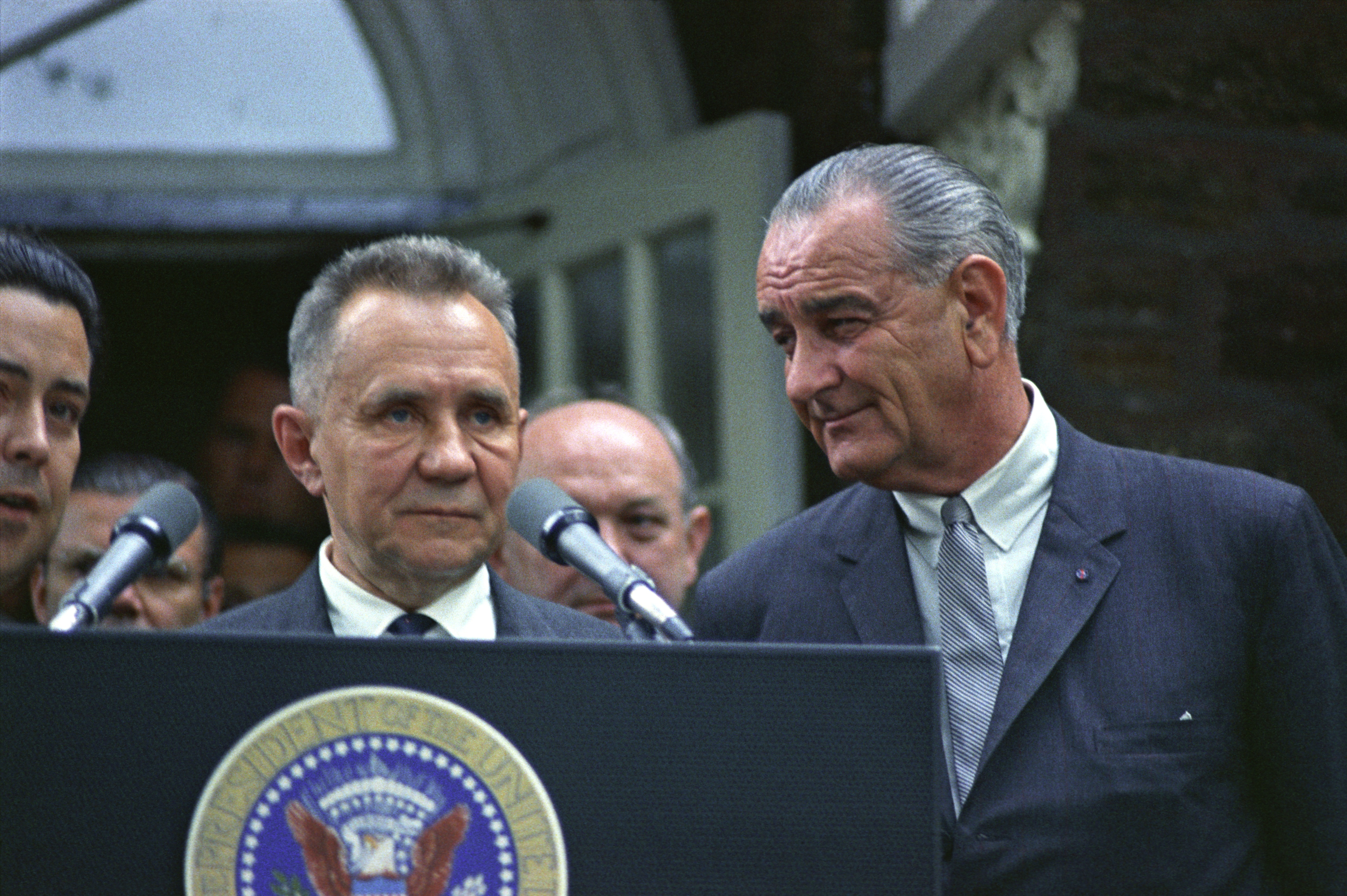
Alekséi Kosygin, un miembro de la dirigencia colectiva, con el presidente de Estados Unidos Lyndon B. Johnson en la Conferencia de Glassboro de 1967.

Tras una prolongada lucha de poder, Jrushchov fue finalmente destituido de su cargo como secretario general en octubre de 1964, acusado del fracaso de sus reformas, sus reorganizaciones obsesivas del Partido y el aparato gubernamental, su desprecio por las instituciones partidarias y gubernamentales y su estilo de liderazgo unipersonal. El Presidium (Politburó), el Comité Central y otros importantes organismos del Partido se habían cansado de las repetidas violaciones de Jrushchov a los principios establecidos del Partido. La dirigencia soviética también creía que su estilo de liderazgo individualista era contrario al ideal de liderazgo colectivo. Leonid Brézhnev y Alekséi Kosygin sucedieron a Jrushchov en sus cargos como secretario general del Comité Central del PCUS y como presidente del Consejo de Ministros, respectivamente; mientras que Mijaíl Súslov, Andréi Kirilenko y Anastás Mikoyán (remplazado en 1965 por Nikolái Podgorni) también destacaron en la nueva dirigencia. Juntos formaron una dirigencia colectiva funcional.
En sus primeras etapas, la dirigencia colectiva fue usualmente referida como la dirigencia «Brézhnev-Kosygin» y ambos comenzaron sus respectivos períodos en el cargo en una posición relativamente igual. No obstante, después de que Kosygin iniciara la reforma económica de 1965, su prestigio al interior de la dirigencia soviética decayó y su consiguiente pérdida de poder fortaleció la posición de Brézhnev al interior de la jerarquía soviética. La debilidad de la influencia de Kosygin se acentuó cuando Podgorni asumió su cargo como la segunda  figura más poderosa de la Unión Soviética.
Brézhnev conspiró para sacar a Podgorni de la dirigencia colectiva ya en 1970. La razón era simple: Brézhnev era el tercero, mientras que Podgorni era el primero en la jerarquía protocolar. La remoción de Podgorni convertiría a Brézhnev en jefe de Estado y su poder político se habría incrementado notablemente; sin embargo, durante gran parte del período, Brézhnev fue incapaz de remover a Podgorni porque no podía contar con suficientes votos en el Politburó, dado que la remoción de Podgorni habría significado el debilitamiento del poder y el prestigio de la dirigencia colectiva en sí. De hecho, Podgorni continuó acquiriendo mayor poder como jefe de Estado a lo largo de los primeros años 1970, debido a la postura liberal de Brézhnev sobre Yugoslavia y sus conversaciones con las potencias occidentales sobre el desarme, políticas que muchos oficiales soviéticos veían como contrarias a los principios comunes comunistas.
Esta situación no se mantuvo siempre y Brézhnev fortaleció su posición considerablemente al interior de la dirigencia del Partido a mediados de los años 1970, lo que significó un debilitamiento de la «facción Kosigin». Para 1977, tenía suficiente apoyo en el Politburó para destituir a Podgorni de su cargo y de la política activa en general. El retiro final de Podgorni ese mismo año tuvo el efecto de reducir el rol de Kosigin en la gestión cotidiana de las actividades gubernamentales, a la vez que fortaleció los poderes del aparato gubernamental dirigido por Brézhnev. Tras la remoción de Podgorni, empezaron a circular rumores en la sociedad soviética que Kosigin estaba a punto de retirarse debido a su deteriorado estado de salud. Nikolái Tíjonov, primer vicepresidente del Consejo de Ministros bajo Kosigin, sucedió a este último como presidente en 1980.
La caída de Podgorni no fue vista como el fin de la dirigencia colectiva y Súslov continuó escribiendo varios documentos ideológicos sobre esta. En 1978, un año después del retiro de Podgorni, Súslov hizo varias referencias a la dirigencia colectiva en sus trabajos ideológicos. Fue alrededor de esta época cuando el poder y prestigio de Kirilenko al interior de la cúpula soviética empezó a desvanecerse. De hecho, hacia el fin del período, Brézhnev era considerado por sus colegas como muy viejo para ejercer simultáneamente todas las funciones de jefe de Estado. Con esto en mente, el Sóviet Supremo, bajo órdenes de Brézhnev, instauró el cargo de vicejefe de Estado del Presidium del Sóviet Supremo, un puesto similar a un «vicepresidente». A fines de 1977, el Sóviet Supremo aprobó por unanimidad que Vasili Kuznetsov, a la edad de 76 años, fuera el primer vicejefe de Estado. Como la salud de Brézhnev empeoró, la dirigencia colectiva tuvo un rol aún más importante en la toma de decisiones. Por este motivo, la muerte de Brézhnev no alteró el equilibrio de poder de forma radical y Yuri Andrópov y Konstantín Chernenko se vieron obligados por protocolo a gobernar el país de la misma manera como Brézhnev lo había dejado.

### Intento de asesinato de Brézhnev
Víktor Ilyín, un soldado soviético, intentó asesinar a Brézhnev el 22 de enero de 1969 disparando contra una comitiva que llevaba a Brézhnev a través de Moscú. Si bien Brézhnev no resultó herido, los disparos mataron a un chófer e hirieron ligeramente a varios célebres astronautas del programa espacial soviético que también viajaban en la caravana. El atacante fue capturado e interrogado personalmente por Andrópov, entonces director de la KGB y futuro líder soviético. Ilyín no recibió la pena de muerte debido a que su deseo de asesinar a Brézhnev fue considerado tan absurdo que fue enviado a un hospital psiquiátrico en Kazán para ser tratado.

### Política de defensa

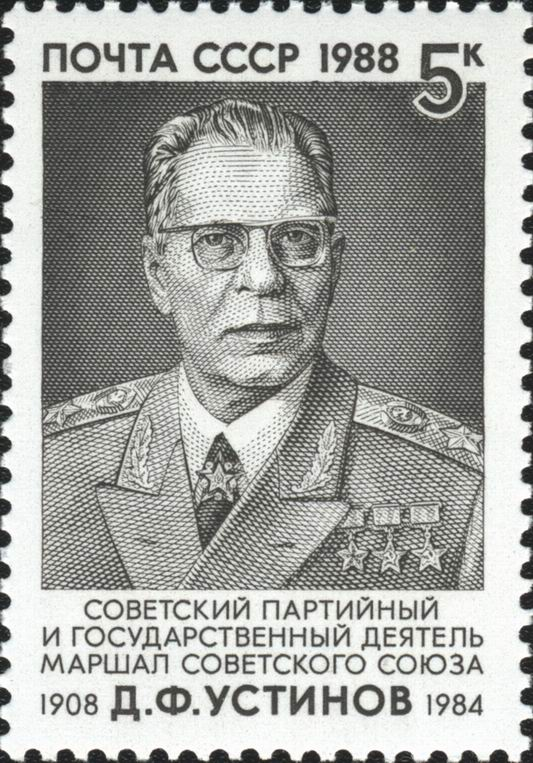
Dmitri Ustínov, el ministro de Defensa de 1976 hasta su muerte en 1984, fue un de las figuras más influyentes en la formulación de políticas de seguridad soviéticas, junto con Andréi Gromyko, Yuri Andrópov y Brézhnev.

La Unión Soviética lanzó una gran ampliación militar en 1965 al expandir tanto su arsenal nuclear como el convencional. La dirigencia soviética creía que unas fuerzas armadas poderosas serían una ventaja útil para negociar con potencias extranjeras y para incrementar la seguridad del Bloque del Este frente ataques externos. En los años 1970, la dirigencia soviética llegó a la conclusión que una guerra con los países capitalistas no necesariamente se convertiría en nuclear y, por tanto, inició una rápida expansión de las fuerzas convencionales del país. Debido a la débil infraestructura del país comparada con la de Estados Unidos, los líderes soviéticos creían que la única manera de derrotar al Primer Mundo era mediante una rápida conquista militar de Europa occidental. La Unión Soviética alcanzó una paridad nuclear con Estados Unidos para inicios de la década de 1970, tras lo cual el país se consolidó como una superpotencia. El aparente éxito de la ampliación militar llevaron a que los líderes soviéticos creyeran que el poder militar, y solo el militar, «compró la seguridad e influencia de la Unión Soviética».
Según algunos de sus más cercanos consejeros, Brézhnev había estado preocupado por mucho tiempo sobre el creciente gasto militar en los años 1960. Sus asesores contaron como Brézhnev entró en conflicto con varios militares de alto nivel, siendo el más destacado el Ministro de Defensa mariscal Andréi Grechko. A inicios de la década de 1970, según Anatoli Aleksándrov-Aguéntov, uno de sus asesores más cercanos, Brézhnev asistió a una reunión de cinco horas para intentar convencer a la cúpula militar soviética en reducir el gasto militar. En la reunión, un irritado Brézhnev preguntó por qué la Unión Soviética debía «continuar agotando» la economía si el país no podía prometer una paridad militar con Occidente; la pregunta quedó sin respuesta. Cuando Grechko falleció en 1976, Dmitri Ustínov tomó su lugar como ministro de Defensa. Si bien era un amigo cercano de Brézhnev, Ustínov obstaculizó cualquier intento de Brézhnev por reducir el gasto militar soviético. En sus últimos años, Brézhnev careció de la «voluntad y energía» para seguir tratando de reducir el gasto, debido a su deteriorada salud. Según el diplomático soviético Gueorgui Arbátov, el complejo industrial-militar funcionó como la base de poder de Brézhnev al interior de la jerarquía soviética, incluso cuando intentó reducir las inversiones.
En el XXIII Congreso del Partido en 1966, Brézhnev dijo a los delegados que las fuerzas armadas soviéticas habían alcanzado un nivel más que suficiente para defender el país. La Unión Soviética alcanzó la paridad con Estados Unidos respecto a los misiles balísticos intercontinentales ese año. A principios de 1977, Brézhnev dijo al mundo que la Unión Soviética no buscaba convertirse en superior a Estados Unidos en cuanto a armas nucleares ni ser militarmente superior en cualquier sentido de la palabra. En los últimos años del gobierno de Brézhnev, adquirió carácter oficial la política de defensa de solo invertir lo suficiente para mantener la disuasión militar y, para los años 1980, se les dijo a los funcionarios soviéticos que la inversión no debía exceder el nivel necesario para mantener la seguridad nacional. En su última reunión con los líderes militares soviéticos, en octubre de 1982, Brézhnev acentuó la importancia de no sobreinvertir en el sector militar soviético. Esta política fue mantenida durante los gobiernos de Andrópov, Konstantín Chernenko y Mijaíl Gorbachov.

### Estabilización
Aunque el tiempo de Brézhnev en el cargo sería caracterizado más tarde como estable, Brézhnev supervisó la sustitución de la mitad de los dirigentes regionales y miembros del Politburó. Esto fue una medida típica de un líder soviético tratando de fortalecer su base de poder. Gennadi Vóronov, Dmitry Polyansky, Aleksandr Shelepin, Petro Shélest y Podgorny, son ejemplos de miembros del Politburó que perdieron su membresía durante la era de Brézhnev. Polyansky y Vóronov perdieron su membresía en el Politburó porque fueron considerados como miembros de la "facción Kosygin." En su lugar llegaron, el Ministro de Defensa Andréi Grechko, el ministro de Relaciones Exteriores Andréi Gromyko y el director de la KGB Andrópov. La remoción y sustitución de los miembros de la dirección soviética se detuvo en la década de 1970.
De hecho, en un principio Brézhnev se retrató a sí mismo como un moderado — no tan radical como Kosygin pero tampoco tan conservador como Shelepin. Brézhnev le dio a Kosygin el permiso formal del Comité Central para iniciar su reforma económica de 1965. De acuerdo con el historiador Robert Service, Brézhnev hizo modificar algunas de las propuestas de la reforma de Kosygin, muchas de las cuales fueron inútiles en el mejor de los casos. En sus primeros días, Brézhnev pidió un asesoramiento acerca de los secretarios provinciales del partido y cada día pasaba horas en esas conversaciones. Durante el planario del Comité Central de marzo de 1965, Brézhnev tomó el control de la agricultura soviética, otra indicio de que se opuso al programa de reforma de Kosygin. Brézhnev creía, en contraste con Jrushchov, que en lugar de una reorganización de modo general, la clave para aumentar la producción agrícola estaba en hacer que el sistema vigente trabajara más eficientemente.
A finales de la década de 1960, Brézhnev habló de la necesidad de "renovar" los cuadros del partido, pero según Robert Service, su "egoísmo lo desalentó a poner fin al inmovilismo que había detectado.  No quería correr el riesgo de perder el apoyo de los funcionarios del nivel inferior." El Politburó vio la política de estabilización como la única forma de evitar volver a las purgas de Iósif Stalin y a la reorganización de instituciones gubernamentales del partido que planteaba Jrushchov. Los miembros actuaron con optimismo y creían que una política de estabilización demostraría al mundo la "superioridad del comunismo". El liderazgo soviético no se oponía por completo a la reforma, aunque el movimiento reformista se había debilitado tras la Primavera de Praga en la República Socialista de Checoslovaquia. El resultado fue un período de estabilización abierto en el corazón del Gobierno, una política que también tuvo el efecto de reducir la libertad cultural: se cerraron varios samizdats disidentes.

### Gerontocracia

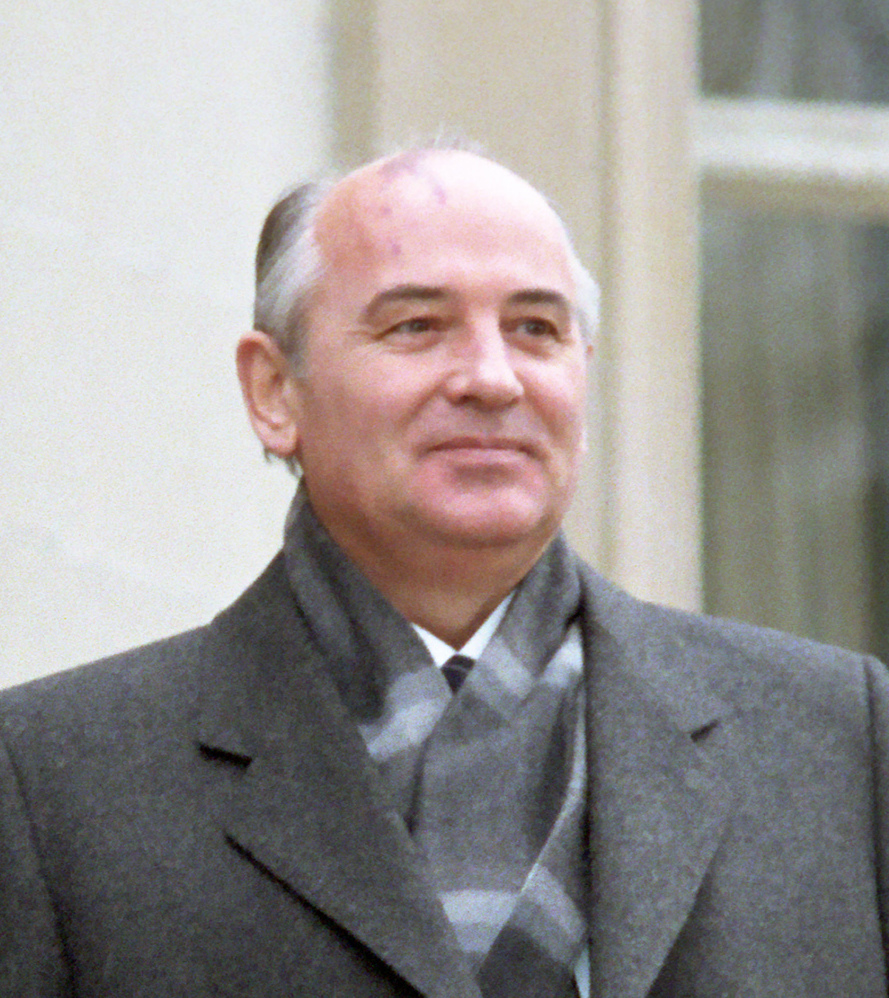
Mijaíl Gorbachov, en 1985. Junto con Grigori Románov fue, en contraste con la norma, uno de los miembros jóvenes elegidos para los puestos superiores durante la era de Brézhnev.

Tras la finalización del proceso de reorganización del Politburó de mediados a finales de los 70, la dirección soviética se convirtió en una gerontocracia, una forma de gobierno en la que los gobernantes son significativamente mayores que la mayoría de la población adulta.
La generación de Brézhnev — las personas que vivieron y trabajaron durante la era de Brézhnev — había ascendido a la prominencia debido a la Gran Purga de Iósif Stalin en la década de 1930. En la purga, Stalin ordenó la ejecución o el exilio de casi todos los burócratas soviéticos mayores de 35 años, abriendo así puestos y cargos para una generación más joven de soviéticos. Esta generación gobernaría el país desde las secuelas de las purgas de Stalin hasta el ascenso de Mijaíl Gorbachov al poder en 1985. La mayoría de estos nombrados eran de origen campesino o de clase trabajadora. Mijaíl Súslov, Alekséi Kosygin y Brézhnev son los ejemplos principales de hombres nombrados en las secuelas de la Gran Purga de Stalin.
La edad promedio de los miembros del Politburó fue 58 años en 1961 y de 71 años en 1981. Un envejecimiento similar tuvo lugar también en el Comité Central, aumentando el promedio de edad de 53 años en 1961 a 62 en 1981, con la proporción de miembros mayores de 65 años aumentando de un 3 por ciento en 1961 a 39 por ciento en 1981. La diferencia en la edad media entre los miembros del Comité Central y del Politburó puede explicarse por el hecho de que el Comité Central fue ampliado constantemente durante el liderazgo de Brézhnev; lo que permitió designar a miembros nuevos y más jóvenes para el Comité Central sin retirarse a algunos de sus miembros más antiguos. De los 319 miembros del Comité Central en 1981, 130 eran menores de 30 cuando Stalin murió en 1953.
Los políticos jóvenes, tales como Fiódor Kulakov y Grigori Románov, fueron vistos como los posibles sucesores de Brézhnev, pero ninguno de ellos estuvo cerca. Por ejemplo, Kulakov, uno de los miembros más jóvenes del Politburó, fue clasificado como séptimo en el orden de prestigio votado por el Soviet Supremo, muy por detrás de esos notables como Kirilenko, Kosygin, Podgorny y Súslov. Como Edwin Bacon y Mark Sandle señalaron en su libro, Brezhnev Reconsidered, el liderazgo soviético durante el lecho de muerte de Brézhnev se había convertido en "una gerontocracia cada vez más carente de vigor físico e intelectual".